# Pau Víctor
Pau Víctor Delgado (* 26. listopadu 2001) je španělský fotbalista, který hraje jako útočník za Barcelonu.

## Klubová kariéra
Narodil se v Sant Cugat del Vallès, hrál za mládež Junior Futbol Club.

### Girona
V roce 2018 se stal hráčem mládežnického týmu Girony. 20. července 2020 debutoval za A-tým, kdy ve druhém poločase zápasu Segunda División proti Alcorcónu střídal Jairo Izquierda.
V sezóně 2020/21 hrál jak za A-tým, tak za B-tým. 13. prosince 2020 vstřelil v Tercera División gól proti Gramě.

#### CE Sabadell (hostování)
29. srpna 2022 byli Víctor a Álex Sala posláni na hostování do Sabadellu, který hrál Primera Federación. Během sezóny vstřelil sedm gólů, připsal si také šest asistencí.

#### Barcelona Atlètic (hostování)
V srpnu 2023 prodloužil smlouvu s Gironou do roku 2025. Byl poslán na hostování do B-týmu Barcelony, který hrál také Primera Federación. V říjnu byl povolán do A-týmu Barcelony.
Za B-tým vstřelil 20 gólů a týmu těsně unikl postup do Segunda División (vypadli v play-off).

### Barcelona
24. července 2024 přestoupil do Barcelony, podepsal s klubem smlouvu do roku 2029. 17. srpna debutoval v La Lize, když v zápase proti Valencii střídal Lamina Yamala.